# 21 leçons pour le XXIe siècle
21 leçons pour le XXIe siècle est un essai de Yuval Noah Harari publié en 2018, et qui s'attache aux « grands défis contemporains ». Il prolonge le précédent essai de l'auteur Homo Deus : Une brève histoire de l'avenir.

## Contenu
La table des matières indique :
- Première partie : Le défi technologique
  - 1 : Désillusion : La fin de l'histoire a été reportée
  - 2 : Travail : Quand vous serez grand, vous pourriez bien être sans emploi
  - 3 : Liberté : Big Data vous observe
  - 4 : Égalité : Le futur appartient à qui possède les data
- Deuxième partie : Le défi politique
  - 5 : Communauté : Les humains ont des corps
  - 6 : Civilisation : Il n'y a qu'une seule civilisation dans le monde
  - 7 : Nationalisme : Les problèmes mondiaux appellent des réponses mondiales 
  - 8 : Religion : Dieu sert désormais la nation
  - 9 : Immigration : Certaines cultures pourraient être meilleures que d'autres
- Troisième partie : Désespoir et espoir
  - 10 : Terrorisme : Pas de panique
  - 11 : Guerre : Ne jamais sous-estimer la bêtise humaine
  - 12 : Humilité : Vous n'êtes pas le centre du monde
  - 13 : Dieu : Ne prononce pas le nom de Dieu en vain
  - 14 : Laïcité : Connais ton ombre
- Quatrième partie : Vérité
  - 15 : Ignorance : Vous en savez moins que vous ne le pensez
  - 16 : Justice : Notre sens de la justice pourrait bien être périmé
  - 17 : Post-vérité : Certaines fake news sont éternelles
  - 18 : Science-fiction : Le futur n'est pas ce que vous voyez au cinéma
- Cinquième partie : Résilience
  - 19 : Éducation : La seule constante est le changement
  - 20 : Sens : La vie n'est pas un récit
  - 21 : Méditation : Se contenter d'observer

## Réception
Les lecteurs francophones semblent apprécier cette « enquête exploratoire et visionnaire sur les problèmes les plus urgents d'aujourd'hui », d'un bon niveau de vulgarisation.